# Họ Đuôi cứng
Họ Đuôi cứng (danh pháp khoa học: Certhiidae) là một họ chim dạng sẻ nhỏ phân bố ở Bắc Bán cầu và châu Phi Hạ Sahara. Họ này gồm 11 loài, chia thành hai chi: Certhia and Salpornis. Các loài có bộ lông màu xỉn và leo trèo trên bề mặt cây cối để tìm kiếm thức ăn.

## Phân loại
- Chi Certhia – Đuôi cứng điển hình
  - Certhia familiaris - Đuôi cứng thường hay đuôi cứng Á-Âu
  - Certhia hodgsoni - Đuôi cứng Hodgson
  - Certhia americana - Đuôi cứng nâu
  - Certhia brachydactyla - Đuôi cứng ngón ngắn
  - Certhia himalayana - Đuôi cứng Himalaya hay đuôi cứng đuôi ngang
  - Certhia tianquanensis - Đuôi cứng Tứ Xuyên
  - Certhia nipalensis - Đuôi cứng Nepal hay đuôi cứng hông phai màu
  - Certhia discolor - Đuôi cứng Sikkim hay đuôi cứng họng nâu. Loài này có ở Việt Nam.
  - Certhia manipurensis - Đuôi cứng Hume
- Chi Salpornis
  - Salpornis spilonotus - Đuôi cứng đốm Ấn Độ
  - Salpornis salvadori - Đuôi cứng đốm châu Phi